# Blænesøya
Blænesøya est une île norvégienne du comté de Hordaland appartenant administrativement à Austevoll.

## Description
Rocheuse et recouverte d'arbres à l'exception de sa pointe sud qui est déserte, elle s'étend sur environ 1,043 km de longueur pour une largeur approximative de 540 m.